# Mexico morrisoni
Mexico morrisoni är en skalbaggsart som beskrevs av Paul E.Skelley 2005. Mexico morrisoni ingår i släktet Mexico och familjen lerstrandbaggar. Inga underarter finns listade i Catalogue of Life.